# Benijófar
Benijófar es una localidad de la Comunidad Valenciana (España) situada en el sur de la provincia de Alicante, en la Vega Baja del Segura. Cuenta con una población de 3471 habitantes (INE 2024). Se trata de un municipio hispanófono, en el que el español cuenta con el predominio lingüístico reconocido legalmente.

## Geografía
En la margen derecha del río Segura, su posición geográfica, la proximidad a la autopista A-37 Alicante-Cartagena y su proximidad a los pueblos costeros de la zona, convierte a Benijófar en un punto de referencia dentro de la comarca de la Vega Baja del Segura.

### Localidades limítrofes
Limita con los términos municipales de Formentera del Segura, Rojales, Algorfa y Los Montesinos.

## Historia
Surgió como entidad independiente en los primeros años del siglo XVIII a través del llamado "privilegio alfonsino" que permitía la construcción de un núcleo feudal con solo el reclutamiento de 15 vecinos y la posesión de un pedazo de tierra para repartir entre ellos.
Su topónimo procede del árabe Bani Ya'far, un nombre de tribu que significa "hijos de Ya'far". Sus inicios se remontan a una antigua alquería islámica. En 1587, hay referencia de esta población por un desbordamiento del Segura que destruyó la cosecha y gran parte del término. En 1589, Jaime Gallego Fajardo y Satorre obtuvo plena jurisdicción sobre el lugar. En 1704 el señor obtiene, para él y para sus descendientes la baronía de Benijófar y la constitución del lugar como entidad independiente.

## Geografía humana

### Demografía
Cuenta con una población de 3471 habitantes (INE 2024).
| Gráfica de evolución demográfica de Benijófar entre 1842 y 2021                                                       |
| |
| Población de derecho según los censos de población del INE. Población de hecho según los censos de población del INE. |

| Nacionalidad | Hombres | Mujeres | Total | %     | Proporción |
| ------------ | ------- | ------- | ----- | ----- | ---------- |
| Española     | 821     | 884     | 1705  | 49.7% |            |
| Extranjera   | 846     | 876     | 1722  | 50.2% |            |

| País        | Hombres | Mujeres | Total | %     | Proporción |
| ----------- | ------- | ------- | ----- | ----- | ---------- |
| Reino Unido | 449     | 454     | 903   | 52.4% |            |
| Alemania    | 24      | 35      | 59    | 3.4%  |            |
| China       | 22      | 20      | 42    | 2.4%  |            |
| Francia     | 16      | 15      | 31    | 1.8%  |            |
| Marruecos   | 13      | 17      | 30    | 1.7%  |            |
| Rusia       | 15      | 14      | 29    | 1.7%  |            |
| Bulgaria    | 6       | 6       | 12    | 0.6%  |            |
| Ucrania     | 3       | 7       | 10    | 0.5%  |            |
| Argelia     | 3       | 3       | 6     | 0.3%  |            |
| Rumania     | 0       | 6       | 6     | 0.3%  |            |
| Colombia    | 1       | 4       | 5     | 0.2%  |            |
| Ecuador     | 3       | 1       | 4     | 0.2%  |            |
| Italia      | 4       | 0       | 4     | 0.2%  |            |
| Bolivia     | 1       | 2       | 3     | 0.1%  |            |
| Chile       | 1       | 2       | 3     | 0.1%  |            |
| Polonia     | 1       | 2       | 3     | 0.1%  |            |
| Venezuela   | 0       | 2       | 2     | 0.1%  |            |
| Argentina   | 0       | 1       | 1     | 0.05% |            |
| Brasil      | 0       | 1       | 1     | 0.05% |            |
| Paraguay    | 0       | 1       | 1     | 0.05% |            |
| Perú        | 1       | 0       | 1     | 0.05% |            |
| Portugal    | 0       | 1       | 1     | 0.05% |            |

| Población | 750 | 918 | 914 | 1.118 | 1.121 | 1.166 | 1.134 | 1.136 | 1.344 | 1.507 | 1.866 | 3.541 | 3.707 | 3655 | 4262 |

### Economía
La base de su economía es la agricultura, especialmente hortalizas y frutas, que aprovecha las aguas del Segura, ahora ya perfectamente canalizado y regulado. 

## Política
| Periodo   | Nombre                       | Partido   |
| --------- | ---------------------------- | --------- |
| 1979-1983 | Francisco González Fernández | UCD       |
| 1983-1987 | Francisco González Fernández | IND       |
| 1987-1991 | Francisco González Fernández | AP        |
| 1991-1995 | Jesús Aranda Ramón           | CDS       |
| 1995-1999 | José Luis González Sánchez   | PSPV-PSOE |
| 1999-2003 | José Luis González Sánchez   | PSPV-PSOE |
| 2003-2007 | José Luis González Sánchez   | PSPV-PSOE |
| 2007-2011 | Daniel Padilla Villa         | PSPV-PSOE |
| 2011-2015 | Luis Rodríguez Pérez         | PP        |
| 2015-2019 | Luis Rodríguez Pérez         | PP        |
| 2019-2023 | Luis Rodríguez Pérez         | PP        |

## Monumentos y lugares de interés
- Iglesia Parroquial. Edificio de interés arquitectónico. En una restauración del interior de la iglesia se encontró un yacimiento con restos de huesos humanos (casi todos de niños).

## Galería fotográfica

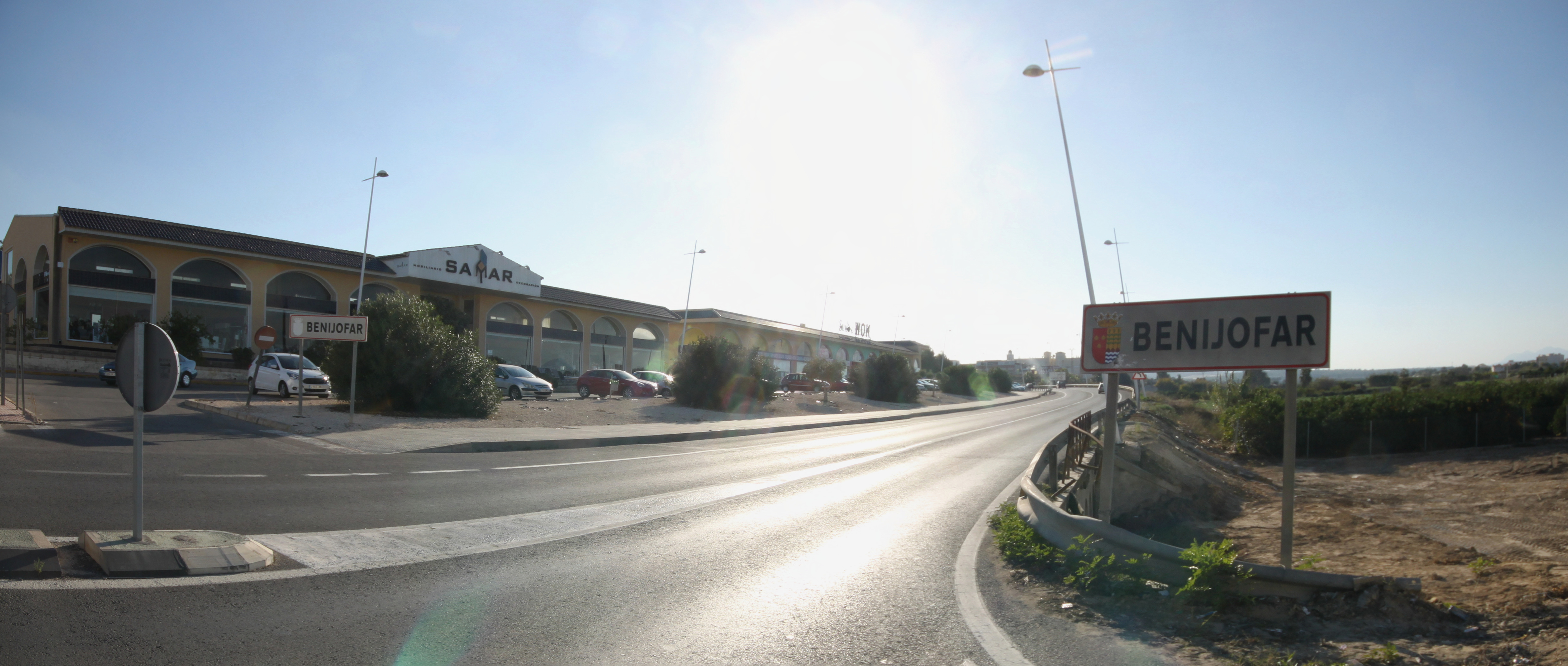
Acceso

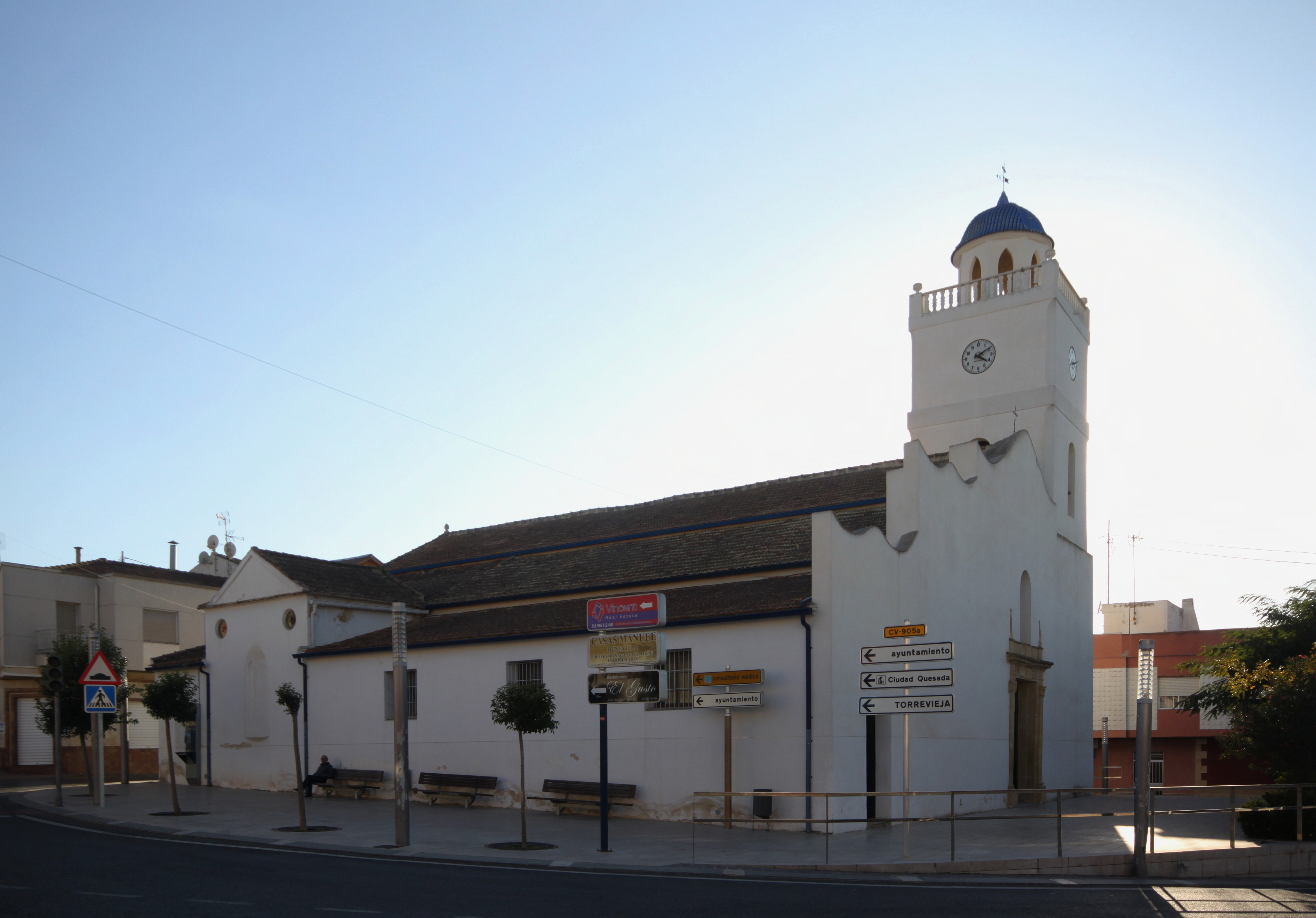
Iglesia
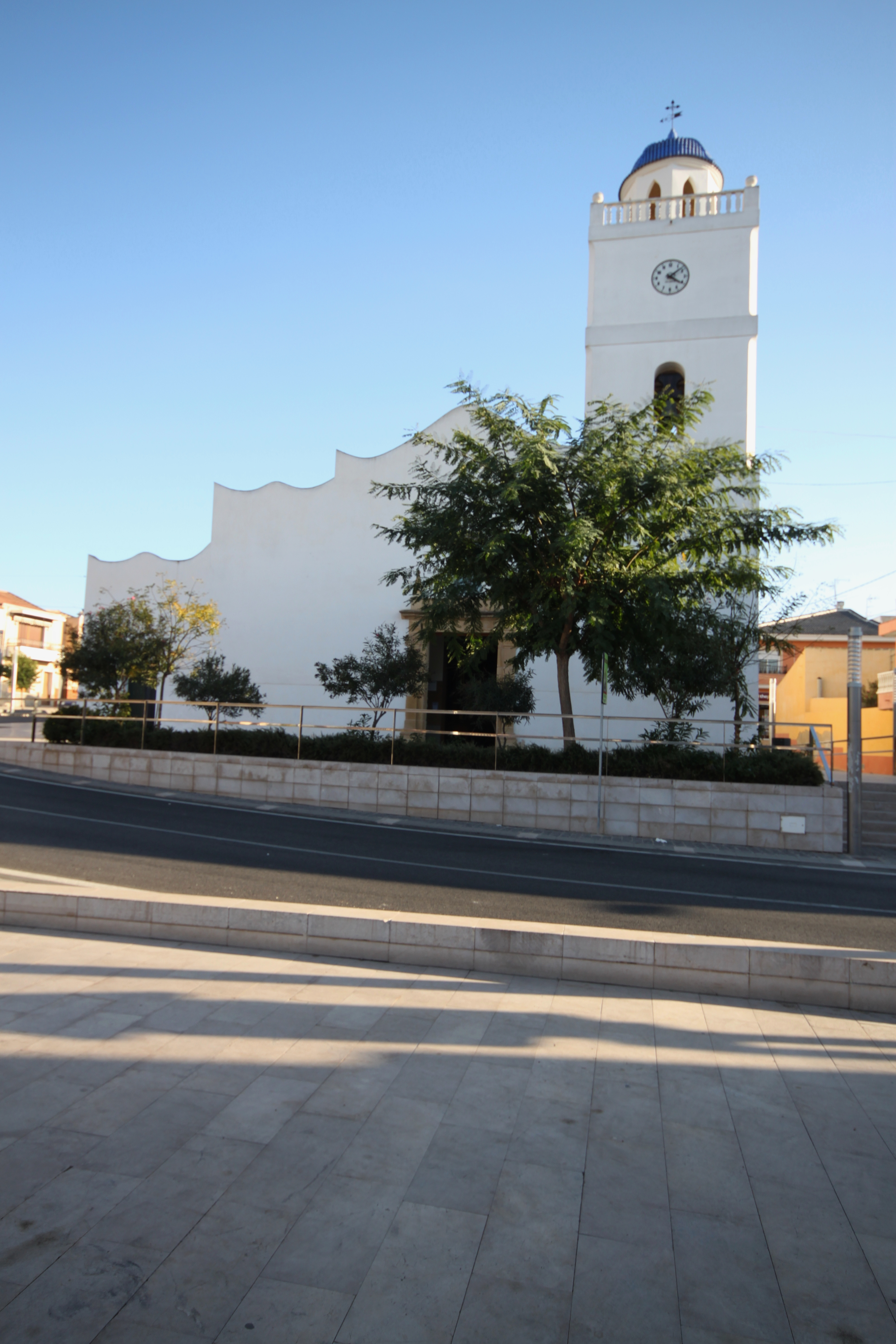
Iglesia
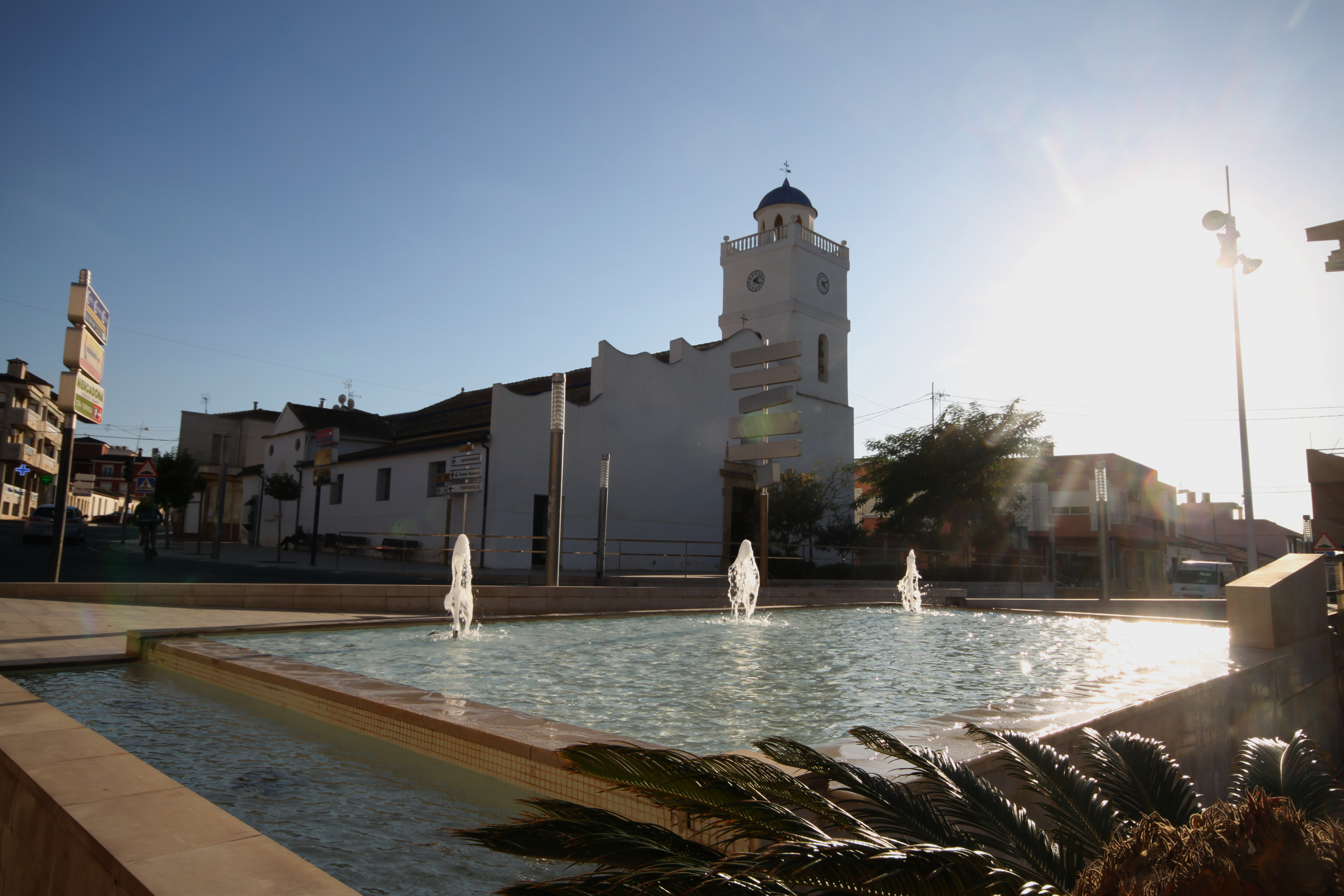
Detalle
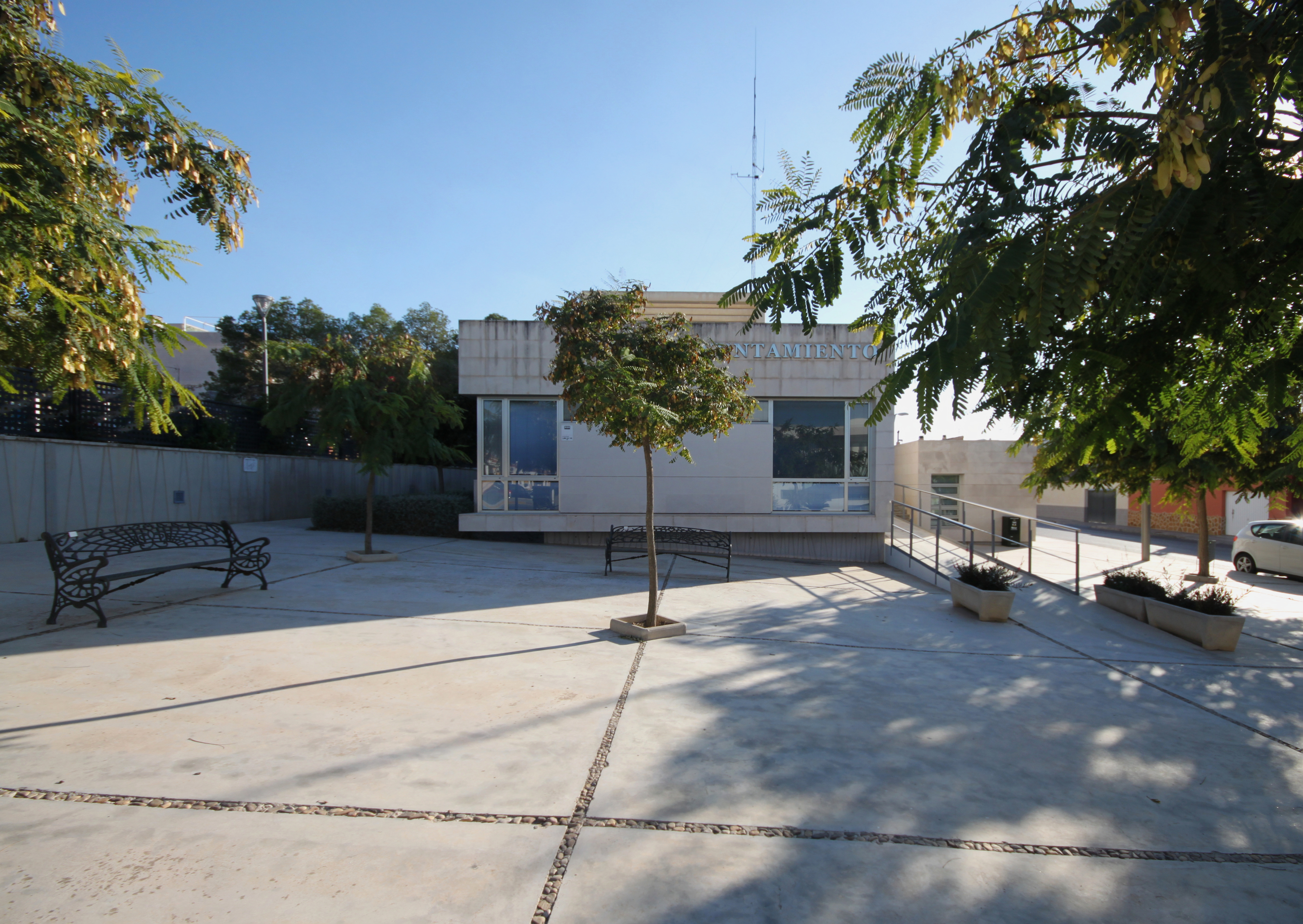
Ayuntamiento
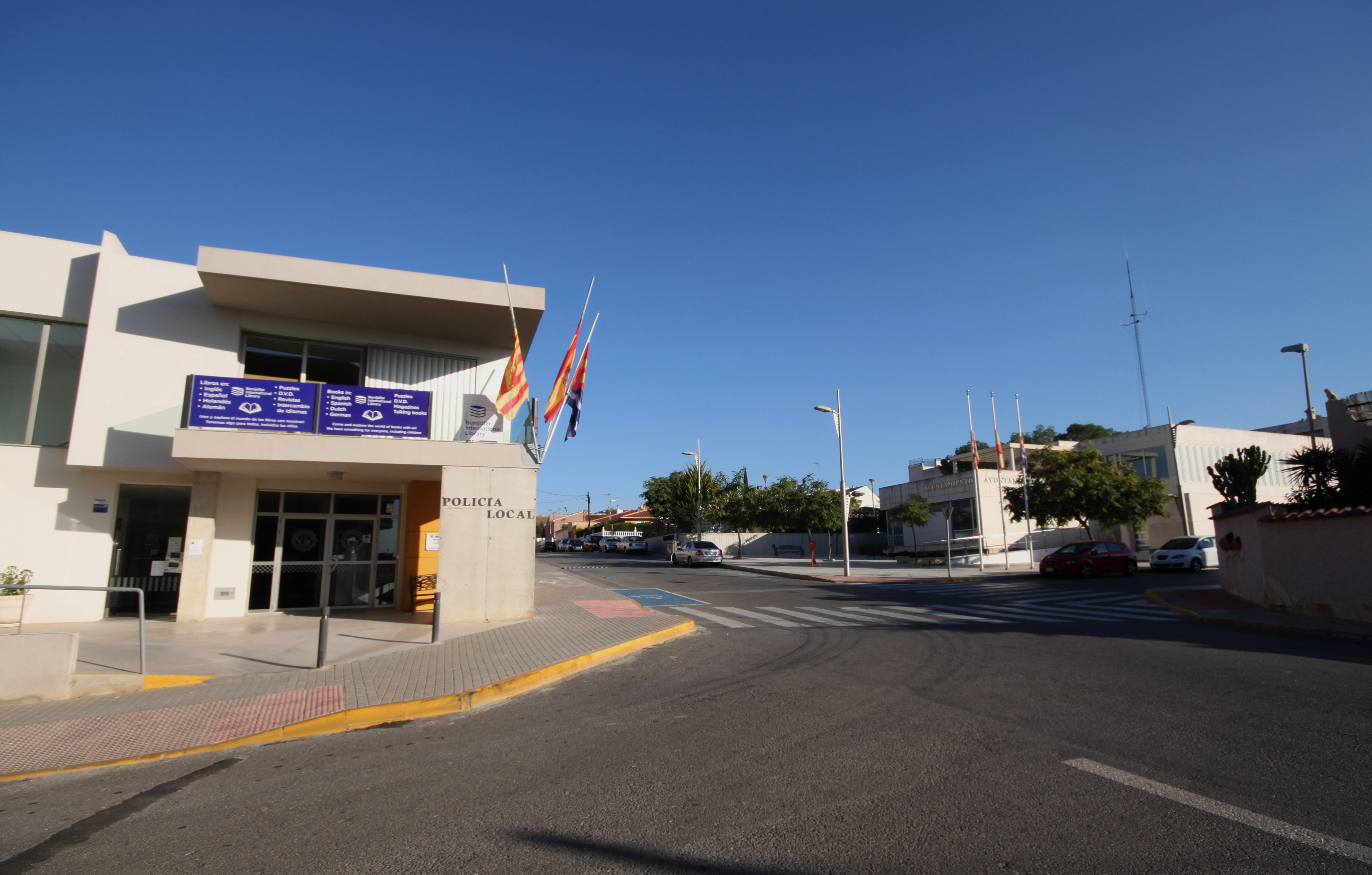
Dependencias

## Fiestas
- Fiestas Patronales. Se celebran en honor de San Jaime a partir del 25 de julio.

Estas fiestas constituye la celebración anual más importante del municipio. En los últimos años se han integrado la comparsas de moros y cristianos, tradicionales de esta zona del mediterráneo.